# Frederic Wilhelm al III-lea al Prusiei
Frederic Wilhelm al III-lea (în germană Friedrich Wilhelm III.), (n. 3 august 1770, Potsdam, Regatul Prusiei – d. 7 iunie 1840, Berlin, Regatul Prusiei) a fost rege al Prusiei din 1797 până în 1840.

## Biografie
Fiul lui Frederic Wilhelm II și nepotul lui Frederic cel Mare s-a născut în Potsdam (1770). În copilăria sa, el era cunoscut ca o fire timidă și retrasă, care vorbea puțin.
La data de 24 decembrie 1793 se căsătorește cu Louise de Mecklenburg-Strelitz, cu care va avea 10 copii. În palatul său regal din Berlin regele duce o viață liniștită având o căsătorie fără probleme. Regele este dezgustat de moravurile decadente de la curte (intrigi și aventuri amoroase) pe care caută să le îndrepte, politica lui externă fiind o politică retrasă, neutrală.
Acceptă greu reformele, nu arată interese deosebite pentru artă, politica lui neutrală se va dovedi ca o politică greșită. Franța pretinde teritoriile landurilor de azi Hessen și Renania-Palatinat care devin „Département du Mont-Tonnerre” în timpul Revoluției franceze.
Acestă situație îl obligă să se alieze cu Anglia, Rusia și Austria contra Franței, care va fi atacată la 1 martie 1799, războiul va fi câștigat de aliați crescând prestigiul Prusiei în Europa.
După aceste conflicte militare duce mai departe o politică retrasă, izolând Prusia, chiar atunci când Franța nu respectă neutralitatea Germaniei de nord, caută să rămână neutral.
Această politică neutrală și șovăitoare a lui au înlesnit ulterior lui Napoleon învingerea la 9 oct. 1806 a Prusiei izolate și victoriile lui Napoleon contra Austriei și Rusiei.
Dezmembrarea Prusiei ca stat și tributul pretins de Franța au determinat acceptarea de către regele șovăielnic a „reformelor prusace”, reforme care au dus la modernizarea defensivă a Prusiei, la aceasta contribuind politicieni ca  Hardenberg, dem Freiherr vom Stein, Wilhelm von Humboldt, și militari ca Gneisenau și Scharnhorst.
În timpul lui Frederik Wilhelm III se va acorda (1813) în război ordinul militar prusac Crucea de Fier. Prin legea din 1814 au fost alocate fonduri pentru organizarea armatei prusace. Koblenzul va fi fortificat.
Învățământul va fi sprijinit mai mult de către stat, sub conducerea lui Wilhelm Humboldt este înființată la 11 august 1810 Alma Mater Berolinensis, (Universitatea din Berlin).
Prin edictul de la 1 martie 1812 sunt din inițiativa regelui 30 000 de evrei primesc drepturi egale cu cetățenii germani.
Cel care împiedică continuarea procesului de reformare prusacă a fost prințul Metternich, regele sub influența acestuia introduce la 1 august 1819 cenzura presei și supravegherea universității.
Mișcările populare cauzate de revoluția din iulie au determinat regele să ducă o politică absolutistă, încheind la 26. septembrie 1815 „alianța sfântă” cu Austria și Rusia. Contribuie la înăbușirea mișcării pentru independență din Italia și Spania, sau înlesnește prin supravegherea  granițelor înăbușirea revoltei poloneze din 1831 de către Rusia.
Friedrich Engels, întemeietor al marxism-leninismului, scrie despre rege la data de 8 noiembrie 1845:
În Prusia a domnit Friedrich Wilhelm III, poreclit ca „cel drept”, el fiind unul dintre cele mai mari capete de lemn care au împodobit un tron.

## Arbore genealogic
1. ↑  Mausoleum Charlottenburg (în germană), accesat în 21 iunie 2024
2. ↑  RKDartists, accesat în 6 septembrie 2022